# 대왕조개
대왕조개는 현존하는 가장 큰 두발성 연체동물인 대왕조개속(Tridacna)에 속하는 조개의 총칭이다. 트리다크나 속에는 실제로 여러 종의 조개가 있는데, 이 조개는 흔히 "대왕조개"라고 불리는 가장 일반적인 의도된 종인 Tridacna gigas로 잘못 식별되는 경우가 많다. Tridacna gigas는 가장 멸종 위기에 처한 조개 종 중 하나이다. 안토니오 피가페타는 1521년 초에 이것을 그의 알자에 기록하였다. 남태평양과 인도양의 얕은 산호초에서 자생하는 수많은 대형 조개종 중 하나로, 무게는 200kg 이상이며, 전체 길이는 120cm나 되며, 야생에서 평균 수명은 100년이 넘는다. 필리핀 해안과 남중국해 사바(말레이시아 보르네오)의 산호초에서도 발견된다.
대왕조개는 평평한 산호 모래나 부서진 산호에 살고 있으며 깊이가 20m나 된다. 그 범위는 인도-태평양을 덮고 있지만 그 수는 빠르게 감소하고 있으며, 대왕조개는 한때 흔했던 많은 지역에서 멸종되었다.